# Calcio agli Island Games
Gli Island Games sono organizzati ogni due anni dalla International Island Games Association (IGA) come evento polisportivo dal 1985. Nella prima edizione sull'Isola di Man fu tenuto un torneo Under-16 di calcio a 5, vinto da Frøya. Il torneo di calcio a 11 è stato ospitato a partire dal 1989, inizialmente come competizione maschile, dal 2001 anche con un torneo femminile.

## Torneo maschile

### Edizioni
| Anno | Ospite         | Finale         | Finale          | Finale        | Finale terzo posto | Finale terzo posto | Finale terzo posto |
| Anno | Ospite         | Primo posto    | Risultato       | Secondo posto | Terzo posto        | Risultato          | Quarto posto       |
| ---- | -------------- | -------------- | --------------- | ------------- | ------------------ | ------------------ | ------------------ |
| 1989 | Fær Øer        | Fær Øer        | Fase a girone   | Anglesey      | Isole Åland        | Fase a girone      | Groenlandia        |
| 1991 | Isole Åland    | Fær Øer        | 2 - 0           | Anglesey      | Jersey             | 2 - 0              | Isole Åland        |
| 1993 | Isola di Wight | Jersey         | 5 - 1           | Isola di Man  | Isole Åland        | 2 - 1              | Groenlandia        |
| 1995 | Gibilterra     | Isola di Wight | 1 - 0           | Gibilterra    | Jersey             | 6 - 3              | Groenlandia        |
| 1997 | Jersey         | Jersey         | 1 - 0           | Anglesey      | Isola di Wight     | 3 - 1              | Guernsey           |
| 1999 | Gotland        | Anglesey       | 1 - 0           | Isola di Man  | Isola di Wight     | 2 - 0              | Jersey             |
| 2001 | Isola di Man   | Guernsey       | 0 - 0 (3-1 dtr) | Anglesey      | Jersey             | 2 - 0              | Isola di Wight     |
| 2003 | Guernsey       | Guernsey       | 3 - 1           | Isola di Man  | Jersey             | 3 - 0              | Isola di Wight     |
| 2005 | Isole Shetland | Isole Shetland | 2 - 0           | Guernsey      | Ebridi Esterne     | 4 - 0              | Isola di Man       |
| 2007 | Rodi           | Gibilterra     | 4 - 0           | Rodi          | Ebridi Esterne     | 1 - 0              | Bermuda            |
| 2009 | Isole Åland    | Jersey         | 2 - 1           | Isole Åland   | Guernsey           | 5 - 0              | Isola di Man       |
| 2011 | Isola di Wight | Isola di Wight | 4 - 2           | Guernsey      | Jersey             | 5 - 1              | Isole Åland        |
| 2013 | Bermuda        | Bermuda        | 1 - 0           | Groenlandia   | Isole Falkland     | 6 - 0              | Frøya              |
| 2015 | Jersey         | Guernsey       | 3 - 0           | Isola di Man  | Minorca            | 1 - 0              | Isole Shetland     |
| 2017 | Gotland        | Isola di Man   | 6 - 0           | Groenlandia   | Guernsey           | 1 - 0              | Minorca            |
| 2019 | Gibilterra     | Non disputato  | Non disputato   | Non disputato | Non disputato      | Non disputato      | Non disputato      |
| 2023 | Guernsey       | Jersey         | 5 - 2           | Anglesey      | Isola di Wight     | 2 - 1              | Bermuda under 23   |
| 2025 | Isole Orcadi   |                | -               |               |                    | -                  |                    |

### Migliori piazzamenti
| Squadra        | Titoli                     | 2° posti                         | 3° posti                         | 4° posti             |
| -------------- | -------------------------- | -------------------------------- | -------------------------------- | -------------------- |
| Jersey         | 4 (1993, 1997, 2009, 2023) |                                  | 5 (1991, 1995, 2001, 2003, 2011) | 1 (1999)             |
| Guernsey       | 3 (2001, 2003, 2015)       | 2 (2005, 2011)                   | 2 (2009, 2017)                   | 1 (1997)             |
| Isola di Wight | 2 (1995, 2011)             |                                  | 2 (1997, 1999, 2023)             | 2 (2001, 2003)       |
| Fær Øer        | 2 (1989, 1991)             |                                  |                                  |                      |
| Anglesey       | 1 (1999)                   | 5 (1989, 1991, 1997, 2001, 2023) |                                  |                      |
| Gibilterra     | 1 (2007)                   | 1 (1995)                         |                                  |                      |
| Bermuda        | 1 (2013)                   |                                  |                                  | 1 (2007, 2023)       |
| Isole Shetland | 1 (2005)                   |                                  |                                  | 1 (2015)             |
| Isola di Man   | 1 (2017)                   | 4 (1993, 1999, 2003, 2015)       |                                  | 2 (2005, 2009)       |
| Isole Åland    |                            | 1 (2009)                         | 2 (1989, 1993)                   | 2 (1991, 2011)       |
| Groenlandia    |                            | 2 (2013, 2017)                   |                                  | 3 (1989, 1993, 1995) |
| Rodi           |                            | 1 (2007)                         |                                  |                      |
| Ebridi Esterne |                            |                                  | 2 (2005, 2007)                   |                      |
| Isole Falkland |                            |                                  | 1 (2013)                         |                      |
| Minorca        |                            |                                  | 1 (2015)                         | 1 (2017)             |
| Frøya          |                            |                                  |                                  | 1 (2013)             |

### Partecipazioni e prestazioni nelle fasi finali
Selezione
- 1º – Campione
- 2º - Secondo posto
- 3º- Terzo posto

- – Nazione ospite
- Q - Qualificata per il prossimo torneo

| Nazionale      | 1989 | 1991 | 1993 | 1995 | 1997 | 1999 | 2001 | 2003 | 2005 | 2007 | 2009 | 2011 | 2013 | 2015 | 2017 | Totale |
| -------------- | ---- | ---- | ---- | ---- | ---- | ---- | ---- | ---- | ---- | ---- | ---- | ---- | ---- | ---- | ---- | ------ |
| Anglesey       | 2º   | 2º   | 6º   | 6º   | 2º   | 1º   | 2º   | 5º   | 5º   | 11º  | 8º   | 9º   |      | 8º   | 8º   | 14     |
| Alderney       |      |      |      |      |      |      |      | 11º  |      |      |      | 14º  |      | 16º  | 15º  | 4      |
| Bermuda        |      |      |      |      |      |      |      |      |      | 4º   |      |      | 1º   |      |      | 2      |
| Ebridi Esterne |      |      |      |      |      |      |      |      | 3º   | 3º   | 6º   | 12º  |      | 11º  | 11º  | 6      |
| Frøya          |      |      |      |      | 7º   | 12º  |      | 13º  |      | 8º   | 15º  |      | 4°   |      | 14º  | 7      |
| Gibilterra     |      |      | 8º   | 2º   | 6º   | 11º  | 5º   | 6º   |      | 1º   | 9º   | 5º   |      | 10º  |      | 10     |
| Gotland        |      |      |      |      |      | 7º   |      | 9º   |      | 6º   | 11º  | 10º  |      | 14º  | 6º   | 7      |
| Groenlandia    | 4º   | 8º   | 4º   | 4º   | 9º   | 8º   | 9º   | 10º  | 8º   |      | 12º  | 11º  | 2º   | 5º   | 2º   | 14     |
| Guernsey       |      | 6º   |      | 5º   | 4º   | 9º   | 1º   | 1º   | 2º   |      | 3º   | 2º   |      | 1º   | 3º   | 11     |
| Hitra          |      |      |      |      | 8º   | 13º  |      |      |      |      |      |      |      | 15º  | 12º  | 4      |
| Isola di Man   |      |      | 2º   | 8º   |      | 2º   | 7º   | 2º   | 4º   |      | 4º   | 8º   |      | 2º   | 1º   | 10     |
| Isola di Wight |      | 7º   | 5º   | 1º   | 3º   | 3º   | 4º   | 4º   |      |      | 10º  | 1º   |      | 6º   |      | 10     |
| Isole Åland    | 3º   | 4º   | 3º   | 7º   |      | 6º   |      |      | 7º   | 7º   | 2º   | 4º   |      | 9º   | 7º   | 11     |
| Isole Falkland |      |      |      |      |      |      | 11º  |      | 10º  |      | 16º  | 13º  | 3º   | 12º  | 16º  | 7      |
| Fær Øer        | 1º   | 1º   |      |      |      |      |      |      |      |      |      |      |      |      |      | 2      |
| Isole Shetland | 5º   | 5º   | 7º   |      | 5º   | 10º  | 8º   | 7º   | 1º   |      | 3º   |      |      | 4º   | 10º  | 11     |
| Jersey         |      | 3º   | 1º   | 3º   | 1º   | 4º   | 3º   | 3º   |      | 5º   | 1º   | 3º   |      | 7º   | 5º   | 12     |
| Minorca        |      |      |      |      |      |      |      |      |      | 9º   | 5º   | 7º   |      | 3º   | 4º   | 5      |
| Isole Orcadi   |      |      |      |      |      |      | 12º  | 8º   | 9º   |      |      |      |      |      | 9º   | 4      |
| Rodi           |      |      |      |      |      | 5º   | 6º   | 15º  |      | 2º   | 7º   | SQ   |      |      |      | 6      |
| Saaremaa       |      |      |      |      |      | 14º  | 10º  | 12º  | 6º   | 10º  | 14º  | 6º   |      | 13º  | 13º  | 9      |
| Sark           |      |      |      |      |      |      |      | 14º  |      |      |      |      |      |      |      | 1      |
| Selezione      | 1989 | 1991 | 1993 | 1995 | 1997 | 1999 | 2001 | 2003 | 2005 | 2007 | 2009 | 2011 | 2013 | 2015 | 2017 | Totale |

### Capocannonieri
| Anno | Giocatore                                                                                      | Reti |
| ---- | ---------------------------------------------------------------------------------------------- | ---- |
| 1989 | Bergur Magnussen                                                                               | 11   |
| 1991 | Jens Erik Rasmussen                                                                            | 6    |
| 1993 | Adam Greig                                                                                     | 7    |
| 1995 | Adam Barsdell                                                                                  | 4    |
| 1997 | Eifion Williams                                                                                | 6    |
| 1999 | Peter Langridge                                                                                | 9    |
| 2001 | Chris Higgins Daniel Craven                                                                    | 5    |
| 2003 | Roy Chipolina                                                                                  | 9    |
| 2005 | Peter Langridge Johnny Myers Martti Pukk                                                       | 4    |
| 2007 | ?                                                                                              | ?    |
| 2009 | Lee Casciaro Ross Allen                                                                        | 5    |
| 2011 | Peter Lundberg                                                                                 | 5    |
| 2013 | Zeko Lewis Rai Simons John-Ludvig Broberg Norsaq Lund Mathæussen Lejuan Simmons Angelo Simmons | 3    |
| 2015 | Dominic Heaume Ashley Webster Leighton Flaws Shane Jamieson                                    | 4    |
| 2017 | Calum Morrissey                                                                                | 8    |
| 2023 | Jake Scrimshaw                                                                                 | 7    |

## Torneo femminile

### Edizioni
| Anno | Paese ospitante | Finale        | Finale          | Finale                     | Finale terzo posto | Finale terzo posto      | Finale terzo posto      |
| Anno | Paese ospitante | Primo posto   | Risultato       | Secondo Posto              | Terzo Posto        | Risultato               | Quarto Posto            |
| ---- | --------------- | ------------- | --------------- | -------------------------- | ------------------ | ----------------------- | ----------------------- |
| 2001 | Isola di Man    | Fær Øer       | 5 - 4 (dts)     | Isole Åland                | Jersey             | 3 - 2                   | Isola di Man            |
| 2003 | Guernsey        | Fær Øer       | 5 - 2           | Gotland                    | Jersey             | 3 - 2                   | Guernsey                |
| 2005 | Isole Shetland  | Fær Øer       | Fase a girone   | Isole Åland                | Bermuda            | Fase a girone           | Isola di Man            |
| 2007 | Rodi            | Isole Åland   | 3 - 0           | Isola del Principe Edoardo | Bermuda            | 0 - 0 (4-3 dtr)         | Isola di Man            |
| 2009 | Isole Åland     | Isole Åland   | 2 - 0           | Gotland                    | Isola di Man       | 3 - 1                   | Isola di Wight          |
| 2011 | Isola di Wight  | Isole Åland   | 2 - 1           | Isola di Man               | Groenlandia        | 1 - 0                   | Ebridi Esterne          |
| 2013 | Bermuda         | Bermuda       | 0 - 0 (5-4 dtr) | Groenlandia                | Hitra              | Sconfitta in semifinale | Sconfitta in semifinale |
| 2015 | Jersey          | Jersey        | 1 - 0           | Isole Åland                | Gotland            | 2 - 0                   | Isola di Man            |
| 2017 | Gotland         | Gotland       | 2 - 1           | Isola di Man               | Jersey             | 3 - 1                   | Isola di Wight          |
| 2019 | Gibilterra      | Non disputato | Non disputato   | Non disputato              | Non disputato      | Non disputato           | Non disputato           |
| 2023 | Guernsey        | Bermuda       | 4 - 0           | Ebridi Esterne             | Isola di Man       | 3 - 1                   | Menorca                 |
| 2025 | Isole Orcadi    | '             | -               |                            |                    | -                       |                         |

### Migliori piazzamenti
| Squadra                    | Titoli               | 2° posti             | 3° posti             | 4° posti                   |
| -------------------------- | -------------------- | -------------------- | -------------------- | -------------------------- |
| Isole Åland                | 3 (2007, 2009, 2011) | 3 (2001, 2005, 2015) |                      |                            |
| Fær Øer                    | 3 (2001, 2003, 2005) |                      |                      |                            |
| Bermuda                    | 2 (2013, 2023)       |                      | 2 (2005, 2007)       |                            |
| Jersey                     | 1 (2015)             |                      | 3 (2001, 2003, 2017) |                            |
| Gotland                    | 1 (2017)             | 2 (2003, 2009)       | 1 (2015)             |                            |
| Isola di Man               |                      | 2 (2011, 2017)       | 2 (2009, 2023)       | 4 (2001, 2005, 2007, 2015) |
| Groenlandia                |                      | 1 (2013)             | 1 (2011)             |                            |
| Isola del Principe Edoardo |                      | 1 (2007)             |                      |                            |
| Ebridi Esterne             |                      | 1 (2023)             |                      | 1 (2011)                   |
| Hitra                      |                      |                      | 1 (2013)             |                            |
| Isole Shetland             |                      |                      |                      | 1 (2003)                   |
| Isola di Wight             |                      |                      |                      | 2 (2009, 2017)             |
| Menorca                    |                      |                      |                      | 1 (2023)                   |

### Partecipazioni e prestazioni nelle fasi finali
Legenda
- 1º – Campione
- 2º - Secondo posto
- 3º - Terzo posto

- – Nazione ospite
- Q - Qualificata per il prossimo torneo

| Selezione                  | 2001 | 2003 | 2005 | 2007 | 2009 | 2011 | 2013 | 2015 | 2017 | Totale |
| -------------------------- | ---- | ---- | ---- | ---- | ---- | ---- | ---- | ---- | ---- | ------ |
| Anglesey                   | 7º   | 6º   |      |      |      |      |      | 10º  | 11º  | 4      |
| Bermuda                    |      |      | 3º   | 3º   |      |      | 1º   |      |      | 3      |
| Ebridi Esterne             |      |      |      | 9º   | 1T   | 4º   |      | 7º   | 7º   | 5      |
| Gibilterra                 |      |      |      |      |      | 10º  |      | 11º  | 10º  | 3      |
| Gotland                    |      | 2º   |      | 6°   | 2º   | 7º   |      | 3º   | 1º   | 6      |
| Groenlandia                |      |      |      | 8º   | 1T   | 3º   | 2º   | 9º   | 8º   | 6      |
| Guernsey                   | 6º   | 4º   | 5º   | 7º   | 1T   |      |      | 8º   |      | 6      |
| Hitra                      |      |      |      |      | 1T   | 9º   | 3º   | 6º   | 9º   | 5      |
| Isola del Principe Edoardo |      |      |      | 2º   |      |      |      |      |      | 1      |
| Isola di Man               | 4º   | 8º   | 4º   | 4º   | 3º   | 2º   |      | 4º   | 2º   | 8      |
| Isola di Wight             | 5º   | 5º   |      | 5º   | 4º   | 5º   |      | 5º   | 4º   | 6      |
| Isole Åland                | 2º   |      | 2º   | 1º   | 1º   | 1º   |      | 2º   | 4º   | 7      |
| Fær Øer                    | 1º   | 1º   | 1º   |      |      |      |      |      |      | 3      |
| Isole Shetland             |      |      | 6º   |      |      |      |      |      |      | 1      |
| Jersey                     | 3º   | 3º   |      | 11º  | 1T   | 8º   |      | 1º   | 3º   | 7      |
| Rodi                       |      | 7º   |      | 10º  |      |      |      |      |      | 2      |
| Saaremaa                   |      |      |      |      | 1T   | 6º   |      |      |      | 2      |
| Selezione                  | 2001 | 2003 | 2005 | 2007 | 2009 | 2011 | 2013 | 2015 | 2017 | Totale |

### Capocannonieri
| Anno | Giocatrici                                 | Reti |
| ---- | ------------------------------------------ | ---- |
| 2001 | ?                                          | ?    |
| 2003 | ?                                          | ?    |
| 2005 | Rannvá B. Andreasen                        | 7    |
| 2007 | ?                                          | ?    |
| 2009 | Donna Shimmin                              | 8    |
| 2011 | Adelina Engman Jade Burden Eleanor Gawne   | 5    |
| 2013 | Tschana Wade Laila Platoú                  | 3    |
| 2015 | ?                                          | ?    |
| 2017 | Gemma Woodford                             | 6    |
| 2023 | Leilanni Nesbeth Eve Watson Sinead Macleod | 4    |